# Liphistius pinlaung
Espèce
Liphistius pinlaung est une espèce d'araignées mésothèles de la famille des Liphistiidae.

## Distribution
Cette espèce est endémique de l'État shan en Birmanie,.

## Description
Le mâle holotype mesure 12,71 mm et la femelle paratype 14,46 mm.

## Publication originale
- Aung, Xu, Lwin, Sang, Yu, Liu, Liu & Li, 2019 : Two new species of the primitively segmented spider genus Liphistius Schiödte, 1849 (Mesothelae, Liphistiidae) from Myanmar. ZooKeys, no 882, p. 29-39.